# Пірет
Пірет (ест. Piret) — персонаж естонської міфології, дружина велетня-землероба Великого Тилля, що за легендою жили на острові Сааремаа.

## Легенда
Пірет — дружина велетня Великого Тилля, землероба і захисника свого народу. Обидва жили на острові Сааремаа в Балтійському морі і були християнами. Сама Пірет походить з півострова Сирве.
Великий Тилль мав настільки великий зріст, що міг пересуватися між островами Сааремаа і Гіюмаа, куди ходив до свого брата, пішки. В якості тростини Тилль використовував стовбур ялини заввишки 5 сажнів (близько 10–12 метрів). Пірет теж була велетнем, проте як жінка, трохи нижче за свого чоловіка.
Жінка вела домашнє господарство, працювала надворі та в домі, оскільки Тилля часто не було вдома. У сім'ї був великий город з капусти на острові Рухну, яку особливо сильно любив Тилль.